# Финни, Тейлор
Тейлор Финни (англ. Taylor Phinney, р. 27 июня 1990 в Боулдер, Колорадо) — американский профессиональный шоссейный и трековый велогонщик, выступающий с 2017 года за команду «EF Pro Cycling». Двукратный чемпион мира в индивидуальной гонке преследования на треке. 

## Карьера
Тейлор Финни родился в семье велогонщиков: отец, Дэвис Финни, был профессиональным шоссейным велогонщиком и сумел одержать 2 победы на этапах Тур де Франс; мать, Конни Карпентер-Финни — олимпийская чемпионка в групповой шоссейной гонке на Олимпиаде-1984 в Лос-Анджелесе.
Тейлор Финни в первый раз принял участие в соревнованиях в пятнадцатилетнем возрасте — в юношеской команде Team Slipstream’s Junior Team. В течение первого года Тейлор одержал победу приблизительно в тридцати гонках. В 2007 году к молодому американцу приходит первый крупный успех. Он одерживает победу на Юниорском чемпионате мира в гонке с раздельным стартом. После этой победы он входит в основной состав сборной США по трековым велогонкам, участвуя на этапах Кубка мира и чемпионатах мира. На Олимпийских играх в Пекине Тейлор занимает 7-е место в индивидуальной гонке преследования. В сентябре Финни подписал контракт шоссейной велокомандой Trek-Livestrong, владельцем которой является Лэнс Армстронг.
В 2009 году американец победил в индивидуальной гонке преследования на чемпионате мира по трековым велогонкам. В 2010 году он защитил звание чемпиона и прочно утвердил себя в качестве «раздельщика», став чемпионом мира в гонке с раздельным стартом среди молодежи.
Несмотря на то, что Тейлор в августе 2010 подписал контракт новичка с командой Team RadioShack, в сентябре 2010 года был анонсирован переход американца в команду BMC Racing Team
В 2011 году американец одержал первую победу в составе новой команды на прологе бельгийской недельной гонки Энеко-Тур. Позднее был взят командой в состав на Вуэльту. Американец не сумел доехать свой первый Гран-Тур из-за схода с гонки во время 13-го этапа.
В 2012 году Тейлор финишивал пятнадцатым на однодневке Париж — Рубе. Этот результат показал, что Тейлор очень разносторонний гонщик, имеющий хороший индивидуальный ход и умеющий терпеть длинные выматывающие гонки. В мае американец принял старт на своем втором Гран-Туре — Джиро д’Италия. На первом этапе — разделке длиной 8,7 километра — Тейлор одержал победу и облачается в розовую майку до 4-го этапа. Однако пребывание в розовой майке было омрачено участием в массовом завале на финише 3-го этапа, в котором также поучаствовал и Марк Кэвендиш. После этого падения американец был доставлен в больницу, но несмотря на это смог-таки завершить гонку на 155 месте.

## Статистика выступлений

### Гранд-туры
| Гонка           | 2011 | 2012 | 2013 | 2014 | 2015 | 2016 | 2017 | 2018 |
| --------------- | ---- | ---- | ---- | ---- | ---- | ---- | ---- | ---- |
| Джиро д'Италия  | —    | 145  | НФ   | —    | —    | —    | —    | —    |
| Тур де Франс    | —    | —    | —    | —    | —    | —    | 159  | 136  |
| Вуэльта Испании | НФ   | —    | —    | —    | —    | —    | —    | —    |

| —  | Не участвовал  |
| НФ | Не финишировал |